# 541

## Събития
- Ерарих, става крал на остготите.

## Починали
- май – Хилдебад, крал на остготите.
- октомври – Ерарих, крал на остготите.